# IPTV
Интернет протокол телевизија (енгл. Internet Protocol television (IPTV)) је систем кроз који се пружају услуге за Интернет Телевизију путем комутације мрежне инфраструктуре, архитектуре и умрежавања Интернет протокола. На пример широкопојасним мрежама се приступа Интернету, уместо да се испоручују кроз традиционалне радио фреквенција емитовања, сателитски сигнал, и кабловске телевизије формате. IPTV је једно од новијих достигнућа из области примене телекомуникација у телевизијске сврхе. Развојем телекомуникација, а посебно техника преноса дошло је до могућности да се преко стандардних телефонских структура преноси велики број података. Тако је развијен и ADSL, који је искоришћен као ИП структура за пренос IPTV-а. Тиме је створена могућност преноса дигиталног ТВ сигнала до великог броја домаћинстава преко телефонске парице, што раније није било могуће.
Осим ADSL-а, IPTV се касније због својих предности (двосмерна комуникација) почео користити и на другим местима где је развијена ИП структура, независно да ли је у питању ADSL, кабловски интернет, бежични, 3Г.
Пре него што се видео-сигнал пропусти кроз систем, потребно је извршити његову компресију. Најчешће примењиван поступак за компресију у ове сврхе је H.264. Затим се врши прикупљање великог броја ТВ канала, и њихово прослеђивање до система сервера, одакле преко DSLAM-a, долази до домаћинстава. Да би примили овакав сигнал у домаћинству се поред модема мора инсталирати и тзв. сет-топ-бокс , односно дигитални пријемник који декодује видео сигнал и репродукује у аналогној форми.
Поред сигнала ТВ станица, овај систем омогућује и многе друге погодности.
- видео на захтев (VOD) - представља много префињенију верзију видео клуба. Корисник је у могућности да из фотеље тражи филмове у бази оператера и директном куповином пусти филм у истом тренутку
- електронски водич - омогућује кориснику да прегледа програме свих канала. Тачност водича зависи од тачности програмске шеме која се доставља телеком оператеру
- снимање програма - омогућује да корисник сними одређен садржај у случају да је спречен да гледа исти, а накнадно га репродукује.
- жива телевизија - са или без интерактивности се односи на тренутни приказ ТВ;

IPTV се разликује од општих заснованих на Интернету, или веб-базираних мултимедијалих, услуга својим стандардним текућим процесом (на пример, Европски институт за телекомуникационе стандарде), и преференцијалној примени сценарија у бази претплатника телекомуникационих мрежа са брзим приступом каналима у крајње кориснике простора преко сет-топ-бокса, или друге опреме.
У Србији је 15. октобра 2008. званично почео са радом први IPTV, а провајдер је Телеком Србија.

## Дефиниција
Историјски гледано, постоји више различитих дефиниција термина IPTV. Званична дефиниција одобрена од стране Међународне уније за телекомуникације, фокусне групе за IPTV (ITU-T-FG IPTV), је: „IPTV је дефинисан као мултимедијални сервис, као што су телевизија / видео / аудио / текст / графика / подаци који се испоручују преко ИП мреже, који обезбеђују потребан ниво квалитета услуга и искуства, сигурности, поузданости и интерактивности.“
Другу званичну и детаљнију дефиницију IPTV дала је Алијанса за телекомуникације и индустријска решења, IPTV истраживачка група 2005: „IPTV је дефинисан као сигурна и поуздана испорука забаве, видеа и сродних услуга претплатницима. Ове услуге могу да укључују, на пример: ТВ програме уживо, видео на захтев и интерактивну телевизију (ИТВ). Ове услуге се могу испоручити агностички, пакет укључује мрежу коју користи ИП протокол за транспорт аудио, видео и контролних сигнала. За разлику од видеа преко Интернета, са примјеном IPTV мрежна безбедност и перформанса обезбеђују врхунски доживљај забаве.“
У комерцијална окружења IPTV има широко распрострањену (ТВ програми уживо, видео канали, и видео на захтев) материјала преко ЛАН или ВАН ИП) мрежну инфраструктуру, са контролисаним квалитетом сигнала.

## Историја
је први телевизијски шоу који је емитован преко Интернета, 1994 године. За то је коришћен је CU-SeeMe видео-конференцијски софтвер.
Термин IPTV се први пут појавио у 1995 са стварањем програма написаног од стране Џудит Естрина и Бил Карико. Тим софтвером су успостављена правила, и формиран интернетски видео производ под називом ИП ТВ. Он је MBONE компатибилна Microsoft Windows и Јуникс-базирана апликација која је подржавала једно- и мулти-изворни аудио / видео саобраћај, почевши од ниског до DVD квалитета, користећи уникаст и ИП мултикаст транспортне протоколе у реалном времену. Софтвер су првенствено написали Стив Каснер, Карл Ауербах, и Цха Цхи Куан. Производ је купљен од стране компаније Циско Системи 1998. Циско задржава ИП ТВ заштитни знак.
Интернет радио компанија АудиоНет је почела прву систематску обуку са садржајем из VFAA-ТВ у јануару 1998. Кингстон комуникације, регионални телекомуникациони оператор у Великој Британији, покренуле су КОМПЛЕТ (Кингстон интерактивна телевизија), IPTV преко ADSL широкопојасне интерактивне ТВ услуга у септембру 1999, након спровођења разних ТВ и VoD суђења. Оператер је додао VoD сервис у октобру 2001 са ТВ-Да, VoD садржајем провајдера. Кингстон је био један од првих компанија у свету који уводи IPTV и ИП адресе VoD преко ADSL-а. У 2006 КИТ служба за затварање укинула је претплатнике и пренос је опао са врха од 10.000 на 4.000. Године 1999, НБТел (сада познат као Бел Алиант) је први комерцијално применио Интернет протокол телевизију преко дигиталне претплатничке линије (ДСЛ) у Канади. Помоћу Нокиа 7350 ДСЛАМ и мрежне инфраструктуре је креирао iMagic телевизију. Услуга се појавила на тржишту под брендом VibeVision у Њу Брансвику, а касније се проширио на Нову Шкотску почетком 2000. Након формирања Алиант. iMagic телевизија је касније продата Сименсу.
У 2002, Сасктел је друга по реду компанија у Канади која комерцијално користи Интернет протокол видео преко дигиталне претплатничке линије (ДСЛ), користећи Луцент Стингер ДСЛ платформе. Године 2006, била је прва компанија у Северној Америци која је нудила IPTV услуге преко ХДТВ канала. Године 2003, Total Access Netvorks Inc покренуо је IPTV услуге, које обухватају 100 бесплатних IPTV-станица широм света. Сервис се користи у преко 100 земаља широм свијета, а има канале на 26 језика. Године 2005, покренуо своју IPTV Bredbandsbolaget услугу, као први провајдер у Шведској. Од јануара 2009, они више нису највећи снабдевач. Компанија ТелиаСонера, која је започео са радом касније, има већи број купаца.
У 2006, АТ&Т је лансирао U-stih IPTV услуге у Сједињеним Државама. АТ&Т, нуди преко 300 канала у 11 градова. У марту 2009, АТ&Т је најавио да ће понуда бити проширена на 100 или више ХД канала у U-stih ТВ тржишту. Док користити ИП протокол, АТ&Т, је изградио приватне ИП мреже искључиво за видео превоз. У 2010, CenturiLink - након стицања Ембарка (2009) и Квеста (2010), ступа на пет америчких тржишта са IPTV услугама под називом Призма. До тога је дошло након успешног тестирања маркетинга на Флориди.

## Будућност
У прошлости, ова технологија је била ограничена ниском широкопојасним пенетрацијама и релативно високим трошковима уградње инсталације и способности за пренос IPTV садржаја поуздано до куће купца. У наредним годинама, међутим, IPTV је очекује да ће расти брзим темпом јер је широкопојасна мрежа била доступна у више од 200 милиона домаћинстава у свету 2005 године, и пројектован је пораст на 400 милиона до 2010 године. Многе светске телекомуникационе установе истражују IPTV као могућност зараде на њиховим постојећим тржиштима, и као вид заштитних мера против надирања конвенционалних кабловска телевизијских услуга.
Такође, постоји велики број IPTV инсталација у школама, универзитетима, корпорацијама и локалним институцијама.

## Тржиште

### Мапа IPTV Земаља
Број IPTV претплатника, очекује се да ће порасти са броја који је износио 28 милиона 2009. године на 89 милиона до 2013. године. Европа и Азија су водећи континенти по броју претплатника. Међутим са становишта економске добити два водећа континента су Европа и Сјеверна Америка, јер Азијске земље попут Кине и Индије, које су иначе најбрже растућа тржишта, имају низак приход по глави становника, а самим тим и ниже цијене које доводе до ових резултата.
Иако већина западних земаља и велики број земаља у развоју имају IPTV у својој лепези сервиса, водеће су:
- Њемачка (Deutsche Telekom)
- Француска (вођен од стране Free, затим Orange, затим Neuf Cegetel; укупно преко 4 милиона корисника),
- Јужна Кореја (1,8 милиона корисника),
- Сједињене Америчке Државе (вођен од стране АТ&Т),
- Јапан,
- Италија,
- Шпанија,
- Белгија,
- Луксембург,
- Аустриа,
- Кина,
- Сингапур,
- Тајван,
- Швајцарска
- Португал (Optimus Clix и Vodafone Casa).

Сервис је такође лансиран у Босни и Херцеговини, Канади, Хрватској, Литванији, Литванији, Македонији, Црној Гори, Пољској, Румунији, Србији, Словенији. Уједињено Краљевство је лансирало IPTV рано после спорог равномјерног раста 2009 год са BT Vision сервисом и имали су 398,000. Каиро је лансирао сопствени IPTV сервис назван „Claro TV“. Овај сервис је доступан и у многим земљама у којима су оператори, а неке од њих су: Доминиканска Република, Ел Салвадор, Гватемала, Хондурас, Нигерија.

### Дискусија о IPTV-у
Телекомуникационе компаније обично достављају IPTV сервис путем добро чуваних и пажљиво одабраних канала, да би осигурали његову доставу током најгушћег телекомуникационог саобраћаја. Мреже већег квалитета такође омогућавају доставу у високом СД или IPTV до домова својих претплатника. То чини IPTV добро прихваћеним сервисом од стране претплатника.
Емитовање IPTV-а има два главна облика архитектуре: слободан и надокнада на већ постојеће. Од јуна 2006, постоји преко 1,300 слободних IPTV извора доступних јавности. Овај сектор расте екстремно брзо и главне телевизије емитују и преносе свој сигнал преко Интернета. Такви слободни IPTV извори не захтевају ништа друго осим Интернет конекције, уређаја који има могућност да се конектује на интернет као што је рачунар, ХДТВ конектован на рачунар или чак 3Г мобилни телефон. Различити веб портали нуде бесплатне IPTV изворе. Неки сајтови су добили спонзорство да емитују серије, као што је на пример Изгубљени, а то је индикатор да ће IPTV ускоро да постане водећи сервис. Зато што IPTV користи стандардну конекцију на мрежу, то даје назнаку да ће оператори имати ниже трошкове а корисници повољније цене. Користећи IPTV са широкопојасним интернетом програм може да буде брже доведен до корисника него путем коаксијалног кабла.
IPTV користи двострани дигитални емитујући сигнал послат кроз телефонску или кабловску мрежу са стране емитујуће конекције. Софтвер подешава оптималну величину пакета.

## Архитектура IPTV-a

### Елементи
- ТВ: где су канали скрембловани уживо и испоручени путем ИП инфраструктуре.
- платформа: где се на захтев корисника чува видео, који ће бити кориштен касније
- интерактивни портал: дозвољава кориснику да управља различитим IPTV сервисима као што је VOD платформа.
- мрежа за испоручивање: пакет мења мрежу која носи ИП пакете(једноизлазни или вишеизлазни)
- кућни везни чвор: део који се налази код куће претплатника и служи да се прекине довод са мреже
- корисничка пријемна кутија: део код претплатника који декодира и дешифрује ТВ и VOD садржаје, и припрема слику за приказ на екрану.

### Архитектура мрежног видео сервера
Зависно од мрежне архитектуре провајдера, постоје два главна типа архитектуре мрежног видеа који се разматрају за IPTV развој, централизацију и дистрибуцију.
- Модел централизоване архитектуре је веома једноставан и лако се примењује. На пример, ако су компоненте система за све континенте смештени у централизованом серверу, није неопходан свеобухватан континентални систем. Генерално централизована архитектура је подесна за мреже које обезбјеђују VOD сервис релативно мале величине, који има адекватно језгро, и веома ефикасну достављачку мрежу.
- Дистрибуирана архитектура има пропусни опсег и својствене карактеристике система које су неопходне за управљање већим системом умрежених сервера. Оператори који планирају да развију релативно велик систем обично се опредељују за успостављање дистрибуиране архитектуре од почетка. Дистрибуирана архитектура захтева комплексније и софистицираније дистрибутивне технологије за ефективну доставу мултимедијалних садржаја преко сервисне мреже провајдера.

## Протоколи
IPTV обухвата ТВ уживо, као и (VoD) сервис. Плејбек IPTV-a захтева рачунар или сет-уп-бокс везану за ТВ. Видео квалитет се типично постиже применом компресованих података, користећи MPEG-2 или MPEG-4 формате.
Међу стандардима за IPTV системе примарни су протоколи:
- Живи IPTV користи IGMP верзију 2 или 3 (за ИП в4) за повезивање са мултикастном инфраструктуром (ТВ каналима) и за промене ТВ канала. IGMP делује унутар ЛАН-a или ВЛАН-а, тако да се други протоколи као што је од протокола независни мултикаст (енгл. Protokol Independent Multicast (PIM)) користе за усмеравање мултикаст IPTV сигнала од једног LAN сегмента на други.
- користи UDP или RTP протоколе за пренос, а контрола се обавља помоћу RTSP протокола (енгл. Real Time Streaming Protocol).
- (мрежни лични видео-рекордер), као и VOD, користи UDP или RTP за IPTV, а контролни протокол RTSP за комуникацију крајњег корисника.

## IPTV преко сателита
Иако је IPTV и конвенционалне сателитске ТВ дистрибуције су видели као комплементарне технологије, они ће бити све више кориштене заједно у хибридном IPTV, мрежа која доносе највиши ниво перформанси и поузданости. IPTV je u velikoj meri neutralan na prenosne medijume i IP саобраћај је већ рутински спроводи путем сателита на Интернету. Бакарне парице које формирају последња миљу телефон / широкопојасне мреже у многим земљама нису у стању да пруже значајан проценат популације са IPTV услугу која се подудара на постојећи земаљску или сателитску дигиталну ТВ дистрибуцију. За конкурентне вишеканални ТВ сервис, брзином везе од 20 Mbit/s , вероватно да ће бити потребан, али је недоступан за већину потенцијалних купаца. Све већа популарност телевизора високе дефиниције (повећава. брзине везе захтеве, или ограничења IPTV квалитета услуга и повезивање подобности још даље. Међутим, сателити су у стању да испоруче преко 100 Gbit/s путем технологије Multi-spot снопа, што сателита јасно сврставају у развијање IPTV-а. Сателитске дистрибуције могу бити укључени у IPTV мрежне архитектуре на неколико начина. Најједноставније је да спроведе IPTV DTH архитектуре, у којој је хибрид са радом DVB / широкопојасни сет-топ бок у домовима претплатника интегрише сателитске и ИП пријем дају скоро бесконачне пропусни опсег са могућношћу повратног канала.

## Продавац
Мали број фирми нуде најновија IPTV система. Неки, као што су Imagenio, формирани су телеком оператера за себе, како би се смањили спољни трошкови, тактика је такође користи PCCV у Хонг Конгу. Неки главни телеком добављачи су такође активни у том простору, нарочито Алцател-Луцент (понекад раде с Imagenio), Ериксон (нарочито од стицања Тандберг Телевизион), НЕЦ, Нокиа Семенс Нетворкс, Томсон, Хуавеј и ЗТЕ, као што су неки ИТ куће, на челу са Мајкрософтом. Калифорнија-базиран UTStarcom, Inc, Тенеси-базирани Vorlei Consulting, Токио-базирани Nev Media Grupe, Малезијски заснива Изаберите-ТВ и Осло/Норвеј-басед SnapTV такође нуде крај-до-краја мрежне инфраструктуре за IPTV-базиране услуге, и Хонг Конг -басед БНС доо пружа кључ у руке отворена платформа IPTV технологије решења. Глобална продаја IPTV система премашио две милијарде долара у 2007. Многи од тих IPTV решења добављачи су учествовали у двогодишњи Global MSF интероперабилности 2008 (GMI), догађај који је координирао вишеуслужни Форум (МСФ), на пет места у свету од 20 - до 31. октобра 2008. Испитна опрема продавац укључујући Абсилион, Коденомикон, Емпирик, Икиа, Мај Динамика и Спирент придружио решење добављачима као што су горенаведене компаније у једног од највећих IPTV доказује основа икада размештене.

### Услуга Зграда
За стамбене кориснике, IPTV често даје у комбинацији са видео на захтев и могу бити у пакету с Интернет услугама као што су приступ интернету и Воице овер Интернет Протоцол (VoIP) телекомуникационих услуга. Трговачки везивање IPTV, VoIP и приступ интернету понекад се спомиње у маркетинг као triple play услуге.

## IPTV Регулација
Историјски гледано, емитовање телевизијских канала је регулисано друкчије него у осталом делу телекомуникација. Као што је IPTV омогућава ТВ и „VoD“ који се преносе преко ИП мреже, нове регулаторна питања јављају Професор Ели М. Ноам истиче у свом извештају. "ТВ или не ТВ : Три екрана, један је уредба" неке од кључних изазова са сектору посебним прописом који постаје застарео због конвергенције у овом подручју.